# Velezia
Velezia es un género de plantas con flores con nueve especies de la familia de las cariofiláceas.

## Descripción
Son hierbas anuales rígidas, dicotómicamente ramificadas. Hojas opuestas, en forma de punzón, estipuladas. Brácteas estrechas. Flores pequeñas. Cáliz tubular, por lo general de 15 nervios, persistente, dientes 5, agudos. Pétalos 5, largos con garras. Estambres 5-10. El fruto es una cápsula larga y cilíndrica con  4 dientes. Semillas pocas, con un embrión recto.

## Taxonomía
El género fue descrito por Carlos Linneo y publicado en Species Plantarum 1: 332. 1753. La especie tipo es: Velezia rigida L. 

## Especies
- Velezia arabica Hochst. & Steud. ex Steud.
- Velezia clavata d'Urv.
- Velezia fasciculata Boiss.
- Velezia hispida Boiss. & Balansa
- Velezia latifolia Eschsch.
- Velezia pseudorigida Hub.-Mor.
- Velezia quadridentata Sibth. & Sm.
- Velezia rigida L.
- Velezia tunicoides P.H.Davis